# 帕宁斯卡亚农村居民点
帕宁斯卡亚农村居民点（俄语：Панинское сельское поселение）是俄罗斯联邦沃洛格达州别洛泽尔斯克区所属的一个农村居民点。其下辖有19个居民点，行政中心为帕宁斯卡亚。据2015年统计，该农村居民点的人口为279人。